# Guiscarda di Béarn
Guiscarda di Béarn, anche spagnolo, catalano e occitano, mentre francese Guiscarde (1090 circa – 1154), fu viscontessa di Béarn dal 1134 al 1147.

## Origine
Secondo La Vasconie. Tables Généalogiques, Guiscarda era figlia del visconte di Béarn, Gastone III e della viscontessa di Montaner, Talese d'Aragona, che, sempre secondo la La Vasconie. Tables Généalogiques, era figlia del conte d'Ayvar e di Xavierre, Sancho Ramírez e della sua seconda moglie, una discendente dei visconti di Montaner, di cui non conosciamo il nome.

Gastone IV di Béarn, secondo il Cartulaire de Sainte Foi de Morlaas era il figlio primogenito del Visconte di Béarn, Centullo V, e della prima moglie, sua cugina Gisla o Gisela di Guacogna, probabilmente figlia di Bernardo II di Guascogna, conte d'Armagnac.

## Biografia
Guiscarda viene citata, senza essere nominata, assieme a fratelli e sorelle (filiorum ac filiarum mearum), nel documento n° III, datato 1101, inerente ad una donazione del padre, Gastone IV, alla chiesa di Morlaàs.
Guiscarda, nel 1105, sposò il visconte di Gabarret, Pietro di Gabarret detto "Soriquers", che, secondo il documento n° XXVIII del Cartulaires du Chapitre de l'église métropolitaine Sainte-Marie d'Auch, era figlio del visconte di Gabarret, Pietro Ruggero e della sua seconda moglie, Agnese.
Suo padre, Gastone IV, fu al seguito del re di Aragona e di Pamplona e conte di Sobrarbe e Ribagorza, Alfonso Sánchez, detto il Battagliero, nelle sue spedizioni contro al Andalus.

Nell'ultima spedizione, tra il 1130 ed il 1131, il padre, Gastone IV, nella zona di Valencia, fu ucciso in un'imboscata. Suo fratello, Centullo gli succedette come Centullo VI.
Centullo VI continuò la guerra contro i Mori, al fianco del re, Alfonso Sánchez, detto il Battagliero, lasciando la reggenza del governo della viscontea alla madre, Talese d'Aragona.
Centullo VI morì all'assedio di Fraga, nel 1134, il 17 luglio.

Guiscarda gli succedette, essendo già vedova di Pietro.
Nel 1135, secondo il documento n° VI del Cartulaire de Sainte Foi de Morlaas, la contessa Guiscarda, assieme al figlio, Pietro (Guiscarda vicecomitissa Bearnensis et Gavarrensis et ego Petrus filius eius), fecero una donazione alla chiesa in oggetto.
Nel 1147, Guiscarda abdicò in favore del figlio, Pietro I.
Alla morte del figlio, Pietro I, nel 1153, Guiscarda divenne reggente per il nipote, Gastone V, ancora minorenne.
Guiscarda (domine Guiscarde vicecomitisse Bearnensis) viene citata in un documento, per l'ultima volta nel documento n° IX del Cartulaire de Sainte Foi de Morlaas.
Guiscarda morì nel mese di aprile di quello stesso anno., e la tutela del nipote, Gastone V, fu affidata al Conte di Barcellona, Gerona, Osona e Cerdagna e Re d'Aragona, Raimondo Berengario IV di Barcellona.

## Discendenza
Guiscarda al marito, Pietro di Gabarret detto "Soriquers", dette un figlio:
- Pietro, Viscontessa di Béarn[15].

### Fonti primarie
- (LA)  Cartulaires du Chapitre de l'église métropolitaine Sainte-Marie d'Auch
- (LA)  Cartulaire de Sainte Foi de Morlaas

### Letteratura storiografica
- (FR)  Histoire générale de Languedoc, tomus II.
- (FR)  LA VASCONIE.